# Лазарев пут
Лазарев пут (радни наслов: Сеновити Медитеран) је српски драмски филм из 2024. године у режији Ивана Јовића, а по сценарију Моње Јовић.
Филм је премијерно приказан на интернационалном филмском фестивалу у Непалу. 
Биоскопска дистрибуција филма је кренула од 18 септембра 2024 године.

## Радња
Након низа година које је провео као путујући улични путник, играјући непомичну скулптуру, Лазар се обрео и на малом медитеранском острву. У Лазару се јавља чежња за повратком кући, али његов одлазак са острва компликује се немогућношћу споразумевања са острвском администрацијом. Пратимо заморно прикупљање документације која треба да му омогући одлазак. Сусрети са службеницима постају све чуднији и неразумљивији. Њихова питања прелазе оквире административног и залазе у најинтимније делове Лазаровог живота.
Клаустрофобично заробљен у помереној кафкијанској реалности, Лазар обилази од једног до другог службеника на острву, стрпљиво одговара на питања и испуњава њихове захтеве, носећи при томе тешку црну кутију у којој је његова комплетна документација. Мучно сакупљање документације прераста у преиспитивања смисла живота, дубоких тајни скривених од самог себе. Ова значењски измештена прича подсећа да одговорност потиче из егзистенцијалне чињенице да је живот ланац питања на које човек мора да одговори и тиме што бива одговоран за себе и друге. тиме што одлучује који одговор да пружи на свако појединачно питање, као и тиме да за свако питање постоји само један одговор - онај истинити...

## Екипа
- Иван Јовић - продуцент и редитељ
- Моња Јовић - сценаристкиња
- Василис Цабропулос - музика
- Нектарија Каранци [] - вокална солисткиња
- Симон Таншек - директор фотографије
- Александар Јаћић - монтажа слике и звука
- Младен Стојановић, Жељко Пишкорић - сценографија
- Марина Сремац, Сенка Раносављевић - костим

## Улоге
| Глумац                 | Улога                          |
| ---------------------- | ------------------------------ |
| Иван Босиљчић          | Лазар Остојић                  |
| Жарко Радић            | Лазарев отац                   |
| Небојша Дугалић        | Виши службеник                 |
| Јудита Франковић Брдар | Виша службеница                |
| Бојан Жировић          | Први службеник                 |
| Анђела Поповић         | Нижа службеница                |
| Анa Ћук                | Службеница у туристичком бироу |
| Дејан Стојаковић       | Свештеник                      |
| Југослав Крајнов       | Нижи службеник                 |
| Сања Ристић Крајнов    | Службеница у галерији          |
| Марија Меденица        | Мајка                          |